# Закарпатська обласна філармонія

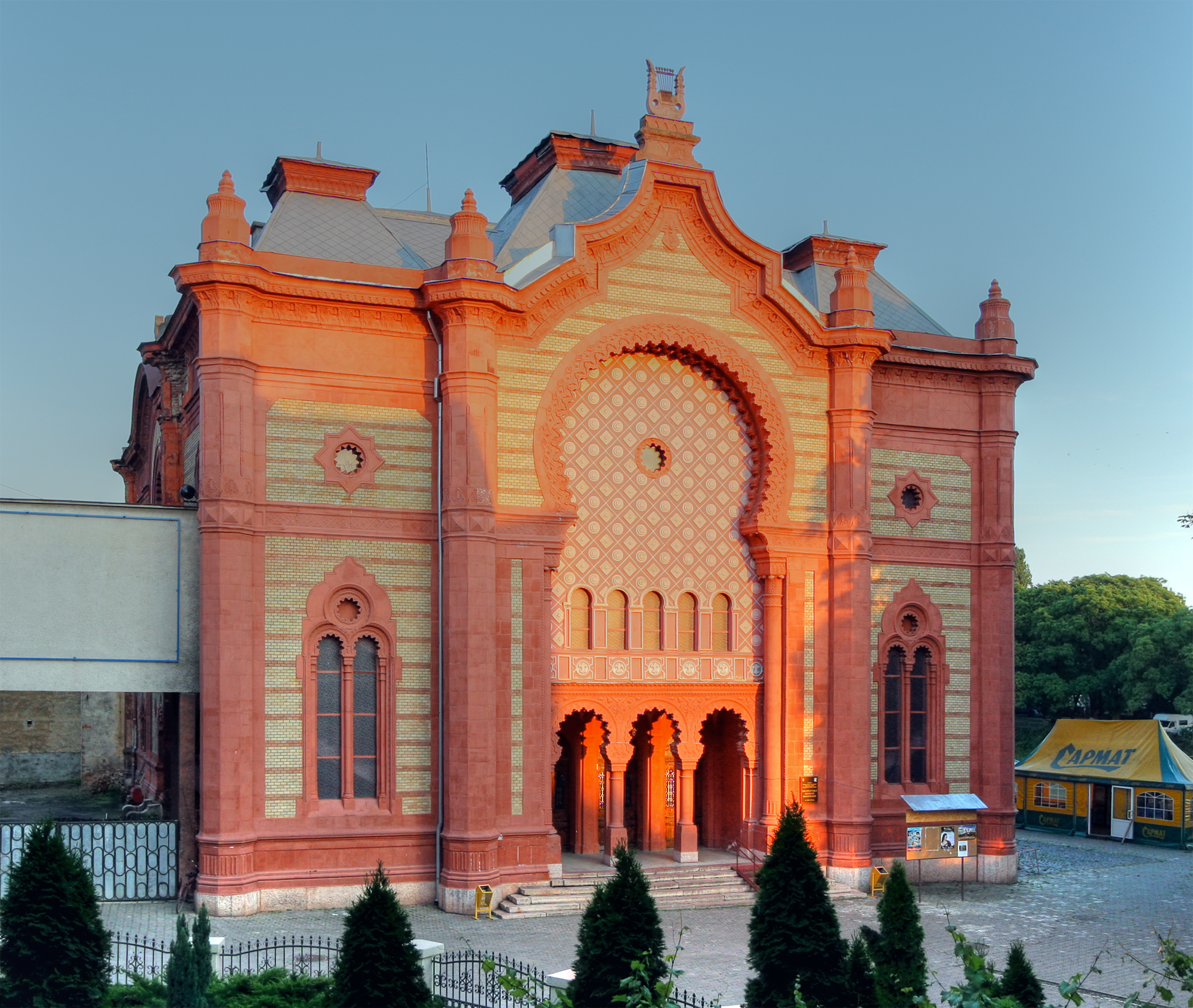
Закарпатська обласна філармонія

Закарпатська обласна філармонія — державна концертна організація в Ужгороді, заснована 19 лютого 1946 року. З 1957 року філармонія діє у приміщенні колишньої синагоги, збудованої в 1904 році за проєктом закарпатських архітекторів Ф. Саболчі та Д. Паппа на набережній річки Уж. Станом на 2010 будівля перебувала в загрозливому стані.
До складу філармонії входять: заслужений академічний Закарпатський народний хор, духовий оркестр, ансамбль солістів «Гармонія», симфонічний оркестр, камерно-інструментальний ансамбль «Угорські мелодії».
У 1980-х—1990-х роках на базі філармонії започатковано низку фестивалів: республіканський музичний фестиваль «Золота осінь»; всесоюзний фестиваль мистецтв «Дружба». Спільно із Закарпатським осередком НСКУ проводяться фестивалі музики Є. Станковича (від 1995 р.), М. Скорика (від 1997 р.) та міжнародний фестиваль «Музичне сузір'я Закарпаття» (від 1998 р.). З 2008 року успішно діє щорічний Міжнародний молодіжний фестиваль органної музики.
На сцені Філармонії в різний час виступали відомі музиканти та колективи: піаністи — Е. Гілельс, В. Єресько, С. Ріхтер, В. Сєчкін, М. Сук, скрипалі — А. Винокуров, Б. Которович, О. Криса, Д. Ойстрах, О. Семчук, Л. Шутко, альтист — Ю. Башмет, віолончелісти -М. Ростропович, М. Чайковська, співаки — О. Басистюк, Д. Гнатюк, Н. Матвієнко, Д. Петриненко, А. Солов'яненко, струнний квартет ім. О. Бородіна, Московський камерний оркестр, Державний російський оркестр народних інструментів ім. М. Осипова, Державний симфонічний оркестр Грузії, Братиславський симфонічний оркестр, хорова капела Мічиґанського університету тощо.
Духовий оркестр при філармонії з 2005 року очолює відомий диригент, народний артист України Володимир Співак.